# West Devon
West Devon est un district non métropolitain situé dans le comté du Devon, en Angleterre.
Les principales villes de ce district sont Chagford, Okehampton, Princetown et Tavistock, le chef-lieu du West Devon.